# Ilja Alexandrowitsch Stefanowitsch
Ilja Alexandrowitsch Stefanowitsch (russisch Илья Александрович Стефанович; * 23. Juni 1996 in Dnipropetrowsk, Ukraine) ist ein russischer Fußballspieler.

## Karriere
Stefanowitsch begann seine Karriere bei Lokomotive Moskau. Im Januar 2015 wechselte er zum Drittligisten Snamja Truda Orechowo-Sujewo. Für Snamja Truda kam er bis zum Ende der Saison 2014/15 zu vier Einsätzen in der Perwenstwo PFL. Zur Saison 2015/16 schloss er sich der U-19 des Erstligisten FK Kuban Krasnodar an. Im September 2015 absolvierte er im Cup sein einziges Spiel für die Profis Kubans. Zur Saison 2016/17 wechselte er zum Drittligisten Afips Afipski. In jener Saison kam er zu 22 Drittligaeinsätzen, in denen er dreimal traf. In der Saison 2017/18 erzielte er vier Tore in 23 Einsätzen. Nach der Saison 2017/18 löste sich Afips auf.
Stefanowitsch blieb daraufhin in der PFL und wechselte zur Saison 2018/19 zu Tschernomorez Noworossijsk. Für Tschernomorez kam er zu 25 Einsätzen, in denen er zehn Tore machte. Zur Saison 2019/20 zog er weiter zum ebenfalls drittklassigen Kamas Nabereschnyje Tschelny. Für Kamas spielte er bis zur Winterpause 17 Mal in der PFL, blieb dabei aber ohne Torerfolg. Im Januar 2020 wechselte er zu Weles Moskau. Noch vor Beginn der Rückrunde wurde die Saison aber COVID-bedingt abgebrochen. Anschließend stieg Weles in die Perwenstwo FNL auf. Im August 2020 gab er dann sein Zweitligadebüt. Bis zur Winterpause 2020/21 kam er zu 25 Zweitligaeinsätzen, in denen er fünfmal traf.
Im Januar 2021 wechselte Stefanowitsch zum Ligakonkurrenten Irtysch Omsk. Bis Saisonende spielte er 15 Mal in der FNL für Irtysch, mit dem er aber zu Saisonende aus der zweiten Liga abstieg. Anschließend schloss er sich zur Saison 2021/22 dem Zweitligisten Wolgar Astrachan an. In seiner ersten Spielzeit in Astrachan kam er zu 32 Einsätzen, in denen er sechsmal traf. In der Saison 2022/23 erzielte er bis zur Winterpause sieben Tore in 18 Partien. Im Februar 2023 wechselte er zum Erstligisten Torpedo Moskau.